# 大須みづほ
大須 みづほ（おおす みづほ、1992年2月7日 - ）は、日本の女優。ミシェルエンターテイメント所属。岐阜県不破郡垂井町出身。

## 来歴・人物
高校時代はバンド活動に熱中。石川県立大学では遺伝子工学を学んだ。大学を卒業した2014年に上京し渡辺えり主宰の演劇塾に入った。2017年6月1日より藤堂新二とマネジメント契約。夢はビールのCMに出ること。食べ物の好き嫌いは殆ど無いが餅だけは苦手。

### 受賞
- 2017年2月：短編映画『私とわたし』でL.A. Shorts Awards[5]　主演女優賞[6]。
- 2018年9月：短編映画『ラヂオ幽霊』で第４回立川名画座通り映画祭　最優秀女優賞[7]。

## 出演作品

### 映画
- 私とわたし（2016年）- 主演、1人8役
- ラヂオ幽霊（2018年）第5回立川名画座通り映画祭明日のSHOW賞受賞
- 宮田バスターズ(株) 大長編（2021年）
- 彼方のうた（2024年）[8]
- ミッシング（2024年5月17日）- 宇野久美

### テレビドラマ
- 100の資格を持つ女〜ふたりのバツイチ殺人捜査〜10（2015年）
- いつかティファニーで朝食を（2015年）- 渡辺みずほ
- 連続テレビ小説「ひよっこ」（2017年）- 菊池みづほ
- あなたがしてくれなくても 第6話（2023年）
- 爆上戦隊ブンブンジャー  バクアゲ18「始末屋は気に食わない」(2024年) - 長田カケルの妻
- D&D〜医者と刑事の捜査線〜 第1話（2024年10月18日、テレビ東京） - 村岡信子 役[9]

### 舞台
- ガーデン〜空の海、風の国
- 夜の影-優しい怪談